# Kvareli
Kvareli est une ville de Géorgie de 7 739 habitants (2014).